# عمارلو (گیلان)
عمارلو نام بخشی در شهرستان رودبار در استان گیلان ایران است که مرکز آن شهر جیرنده است.

## گستره جغرافیایی ایل عمارلو
بیشتر ساکنان شهرستان رودبار از ایل عمارلو می‌باشند. ایشان پس از ورود نام خود را بر روی مناطقی که حکومت می‌کردند نهاده‌اند. هنوز هم اسم عمارلو نام یک بخش (با دهستان‌هایی چون جیرنده - کلیشم _خورگام - و بلوکات) در شهرستان رودبار عمارلو می‌باشد.

## پیشینه ایل عمارلو
عمارلو به کُردی‌کرمانجی (emarlû/amarlû/omerlû) از ایل‌های بزرگ کردکرمانج و از قوم‌های باستانی خاورمیانه است. مردم این ایل به زبان کُردی‌کُرمانجی سخن می‌گویند. سرزمین اصلی و نخستین ایشان ایالت وان در کردستان ترکیه می‌باشد؛ و امروزه در سوریه، ترکیه، و ایران سکونت دارند. در زمان صفویان، طایفه‌هایی از ایشان همراه با دیگر ایل‌ها، حدود ۴۴۰ سال پیش، از کردستان به خراسان کوچانده شدند. ایل عمارلو یک توقف ۱۳۰ ساله در هجرت تاریخی خود را در سرزمین خراسان سپری کرد که والیان آنها در این دوره میرزا جوانشیر میانکوشکی، پسر بزرگ ایشان حسام الدین میانکوشکی رنجباری و نوه ایشان هارون ولی خان میانکوشکی بودند. از میان آنها میرزا حسام الدین به علت جنگجویی و مهارت در آهنگری و چکش کاری و سوارکاری و رزم (با اسب سفید خود که اسکندر نام داشت) و حفظ این قوم در برابر تهاجم اقوام شرقی زبانزد نوادگان این ایل است. نادرشاه افشار، در سال ۱۱۱۱ هجری خورشیدی، این قوم را به سرپرستی ولی خان بزرگ از قوچان به گیلان و به کردستان کوچاند تا جلوی تاخت و تاز و تجاوز روسها در این منطقه گرفته شود. بارزترین نوادگان خان‌های این ایل از همین منطقه هستند و گروهی دیگر از مردمان ایل که در کردستان مقیم شدند از طایفه یوسف میرزای مظفر خان بودند که هم‌اکنون با عنوان یوسف گدونی ساکن سنندج هستند.

## عمارلوییان و دوره حکومت در گیلان
ساکنان شهر قشلاق‌نشین جیرنده و میانکوشک و روستای ییلاق‌نشین داماش از نواده گان سران ایل عمارلو، و از طایفه بیشانلو می‌باشند. تاریخ نگاران دوران قاجاریان، زندیان، افشاریان و نیز صفویان آشکارا از حکم رانان کرد بیشانلوی عمارلویی در دو سوی سفید رود ذکر می‌کنند.
در کتاب ولایات و دارالمرزایران و گیلان، رابینو دوبورگومال، نایب کنسول انگلستان دررشت (۱۹۰۶–۱۹۱۲ میلادی) از جیرنده به عنوان خان نشین عمارلو اشاره می‌کند. و از قومیت اهالی جیرنده سخن می‌گوید:
خان کنونی جرینده نصرالله خان سرهنگ پسر عبدالله خان از قبیله بیشانلو است.
در جای دیگر او می‌افزاید:
در ۱۱۸۵ حاکمان توتکابن، فرمانروایان کُرد عمارلو بوده‌اند.

## پناه خان انبارلو
به گفته ادیب الشعراء (صفحه ۱۱۴–۱۱۵)، وی از خمسه قزوین با لشکری آراسته به جنگ آزاد خان افغان حاکم آذربایجان رفت، اما آزاد خان ۴۰۰۰ تن از لشکریانش را به سرداری فتحعلی خان افشار به دفعش فرستاد. در جنگی که در نزدیکی تبریز میان ایشان درگرفت پناه خان انبارلو شکست خورد و گریخت.

### رستم خان عمارلو
در مجمع التواریخ گلستانه (صفحه۳۹۳) او را از سرداران کریم خان زند دانسته که در جنگ با آزاد خان افغان، هم راه کریم خان، حیدر خان، شیخ مراد خان، کاکاخان و مهرعلیخان در قلب سپاه جای داشته است. به گفته رابینو در کتاب دارالمرز گیلان وی آخرین حاکم عمارلوئی در توتکابن بوده است. او پس از ابراهیم خان حکومت داشت. حکومتش به دست هدایت خان حاکم گیلان برچیده شد و با رضایت کریم خان زند از آن پس توتکابن پاره‌ای از گیلان شد.

### ابراهیم خان عمارلو
در تاریخ دارالمرز گیلان، رابینو او را حاکم توتکابن (۱۱۷۵–۱۱۸۵) خوانده است.

## عمارلوییان امروزی
طوایف این ایل در روستاها یا شهرهای اطراف ساکن هستند. طی این چند سال توسط مسئولین از وسعت جغرافیایی اسم عمارلو به عنوان یک بخش کمتر شده است. در پی این تغییرها در منطقه عمارلو، بخش عمارلو به بخش عمارلو به مرکزیت جیرنده تقسیم شده است.
بیشترین روستاهای که به زبان کردی‌کرمانجی صحبت می‌کنند در بخش خورگام قرار دارند که عبارتند از برارود، سرمل، چره ،چلکاسر، شیرکده، دوسالده، طالکوه قسمتی ازلیاول علیا ،گردویشه و قسمتی از بره سر ،پشته کلاه ،سیبن ،چهیش ،پس طالکوه ،چمل ،لیاول سفلی، ماشمیان ،گوفل وحاجیده می‌باشد اما خیلی از کُردها در بخش عمارلو هستند که به زبان گیلکی حرف می‌زنند (شهر جیرنده و روستای داماش و بیورزن و اطراف) یا کُرمانجی هم می‌دانند یا هنوز کاملاً به زبان کُردی کُرمانجی (برخی روستاهای دهستان جیرنده از جمله سنگرود) سخن می‌گویند.